# Франкізація Брюсселя

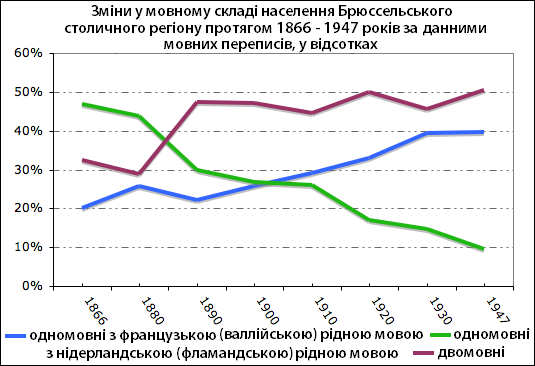
Користування мовами у комунах теперішнього Брюссельського регіону у 1866—1947 роках за даними, отриманими під час переписів. З 1947 року під час переписів питання щодо користування мовами не задається

Франкіза́ція Брюссе́ля (нід. Verfransing van Brussel, фр. Francisation de Bruxelles) — процес проникнення, поширення та зайняття французькою (і також валонською) мовою панівного статусу на споконвічній етнічній території фламандців — у місті Брюсселі і його найближчих околицях — 18 комунах, розвиток і існування яких тісно пов'язані з Брюсселем, і які тепер разом з ним утворюють Брюссельський столичний регіон. До початку франкізації населення Брюсселя було переважно нідерландськомовне (фламандськомовне). Процес інтенсивної франкізації Брюсселя розпочався наприкінці 18 — початку 19 століть, відбувався протягом всього 19 століття і вже у першій половині 20 століття призвів до домінування французької мови у Брюсселі і його околицях.
Чинниками, що сприяли франкізації були: переселення валлонів до міста, несприятливі умови розвитку нідерландської мови як в усій країні загалом, так і у місті зокрема, перехід фламандців, що переселялися до Брюсселя, на французьку мову, часом вже у другому поколінні.
У 20 столітті французька мова стала помітно поширеною також у фламандських комунах, що межують з Брюссельським столичним регіоном за рахунок еміграції у ці позаміські райони франкомовного населення зі столиці.

## Брюссель на мовній карті Бельгії

Мовні кордони у Бельгії.
нідерландськомовний регіон
франкомовний регіон
німецькомовний регіон

Корінне населення Бельгії складається з трьох народів, що компактно проживають у різних частинах країни, переважно на своїх споконвічних територіях. На півночі проживають фламандці, на півдні — валлони, на сході країни на незначній території проживають німці (люксембуржці). Мішане населення в Бельгії трапляється лише у окремих місцевостях на кордонах етнічних груп, а також у Брюссельському столичному регіоні.
В статті 4 Конституції Бельгії редакції 1994 року затверджено, що Бельгія складається з чотирьох мовних регіонів: нідерландськомовного, франкомовного, двомовного в межах Брюссельського столичного регіону і німецькомовного. В кожному з мовних регіонів Бельгії є тільки одна офіційна мова, і тільки її можна вживати в різноманітних сферах життя суспільства. Єдиний регіон, що має дві офіційних мови — Брюссельський столичний регіон, в якому нідерландська і французька мови визнані рівноправними.
Брюссельський двомовний регіон розташований близько етнічного й мовного кордону між Фландрією і Валлонією, однак не на етнічному кордоні між цими регіонами. Мовний кордон проходить кількома кілометрами південніше від Брюсселя та Брюссельського столичного регіону. Брюссель — анклав усередині фламандської етнічної території.

## Історичні обставини виникнення народів Бельгії
Формування фламандського народу відбувалося переважно на основі франкських племен, що прийшли на північ сучасної Бельгії у кінці ІІІ століття до н. е., з домішкою кельтів, що жили тут до приходу франків, а також домішкою саксів.
Валлони утворилися в результаті романізації племен белгів під час римського панування на півдні сучасної Бельгії в І ст. до н. е. — IV ст. н. е.
За Середньовіччя на території Бельгії знаходилося чимало самостійних герцогств, графств і вільних міст. В XV столітті значна частина Бельгії опинилася під владою бургундських герцогів, які поклали початок об'єднанню розрізнених областей. З часів бургундського панування в нідерландських провінціях існувала двомовність, при цьому нідерландська мова більше використалася у ділових і торговельних колах, а французька — в галузі науки і культури.
Після Нідерландської революції 1568 року, спрямованої проти Іспанії, частина нідерландців ввійшла до Сполучених провінцій Нідерландів, друга частина (прабатьки фламандців) разом з романським населенням колишніх Нідерландів — валлонами — залишилася під владою Іспанії. З 1701—1714 років, після Війни за іспанську спадщину, до кінця XVIII століття території Бельгії перебували під владою Австрії, 1794 року вони були завойовані Францією.
1815 року Бельгія ввійшла до складу Нідерландів, однак після Бельгійської революції 1830 року було утворено незалежну Бельгію, населення якої складали два народи — фламандці, що проживали на півночі країни, і валлони, що проживали на її півдні. Столицею країни стало місто Брюссель.

## Історія франкізації Брюсселю
Протягом століть, від часів заснування Брюсселя до XVIII століття єдина повсякденна мова населення міста і його околиць була нідерландська. Міська влада, церква, суд користувалися одночасно двома мовами — латиною й нідерландською. 1430 року герцог бургундський Філіпп ІІІ Добрий дістав у спадок Брабантське герцогство і зробив Брюссель столицею Бургундії. Бургундський режим, що тривав до 1477 року, приніс до Брюсселя французьку мову, використання якої потроху зростало. Французька стала мовою центрального уряду й панства. Однак, у середньому класі французька почала розповсюджуватись тільки в XVIII столітті і до кінця цього століття використовувалася обмеженою кількістю людей. 1780 року в Брюсселі тільки 15 % населення користувалося французькою мовою, це були переважно дворяни, вихідці з Валлонії, прислуга. Після Французької революції Бельгія потрапила під владу Франції, що створило умови для розповсюдження французької мови в Брюсселі.
Під час перебування Бельгії у складі Нідерландів протягом 1815—1830 років панівне положення в країні займали фламандці, а нідерландська мова була єдина державна. 1830 року відбулася Бельгійська революція, керівництво якою було в руках валлонів. Після завоювання незалежності Бельгії, почалася франкізація всього життя Бельгії. Державною мовою стала французька, нідерландська мова була упосліджена у своєму розвитку, валлонська буржуазія ставилася з презирством до фламандської культури.
|      | Фран- цузька, % | Нідерланд- ська % | Дві мови, % |
| ---- | --------------- | ----------------- | ----------- |
| 1842 | 37,6            | 60,8              | -           |
| 1846 | 38,4            | 60,3              | -           |
| 1866 | 20,0            | 39,1              | 38,3        |
| 1880 | 25,0            | 36,4              | 30,0        |
| 1890 | 20,1            | 23,0              | 51,3        |
| 1900 | 20,0            | 19,7              | 37,2        |

Спроби перетворити нідерландську мову на єдину офіційну мову під час перебування в складі Нідерландів у 1815—1830 роках не мали успіху. Бельгійська революція, організована і очолена франкомовною буржуазією, і створення централізованої держави призвели до перетворення французької мови де-факто на єдину офіційну мову, а в окремих випадках і де-юре, зокрема за видання законів і військових розпоряджень.
Перший мовний перепис, що відбувся 1846 року, показав, що 36,7 % населення говорить французькою, тобто франкомовне населення становило тоді меншість.
У XIX столітті французька мова стала мовою економічного успіху. Грав свою роль вплив французької культури. Нідерландська мова розглядалася як мова відсталої культури і робітничих класів. Через несприятливі умови існування, навіть нові приїжджі у місто фламандці з Фландрії потроху ставали двомовними.
У XIX столітті ухвалювалися закони, які обмежували вжиток нідерландської мови. За законом від 17 серпня 1873 року дозволялося обмежене використання нідерландської мови, а закон від 22 травня 1878 року затверджував необов'язкове використання нідерландської держслужбовцями при спілкуванні з жителями і органами влади.
Бургомістр Брюсселя Карел Бюлс (нід. Karel Buls, фр. Charles Buls) запровадив двомовність у шкільному навчанні, за нього з'явилися двомовні вуличні вказівники. Однак, після 1888 року фламандські політики втратили і без того обмежений вплив у муніципальному уряді і двомовність почала занепадати. Вуличні вказівники знову стали одномовними, французькою мовою.
В більшості шкіл протягом XIX століття навчання велося французькою мовою і тільки в окремих класах для дітей з найбідніших фламандських сімей навчання велося нідерландською мовою.
За законом 1898 року було дозволено вибір мови в системах юриспруденції і системі шкільного навчання. З 1910 року мову навчання у середній школі обирали батьки учня.
1910 року франкомовне населення домінувало над нідерландськомовним у центральній історичній частині Брюсселя й у шести комунах передмістя Брюсселя — у Еттербеку, Форе, Ікселі, Сен-Жілі і Схарбеку. 1930 року франкомовне населення домінувало вже й в Уккелі, Ватермаль-Буафорі, Одергемі, у Волюве-Сен-П'єр і Волюве-Сен-Ламбер. За переписом 1947 року (опублікованим 1954 року) тільки в одній комуні з брюссельського передмістя нідерландська домінувала над французькою — у Евері, але й там французька мова незабаром стала панівна.
Під час Першої і Другої світових воєн німецька окупаційна адміністрація впроваджувала широке використання нідерландської мови, що викликало нарочите невдоволення такою ситуацією з боку франкофонів і антифламандські настрої.
Нові приїжджі у Брюссель фламандці процес асиміляції йшов далі, і перше покоління цих переселенців переходило переважно на виключне користування французькою мовою. В цей час французька мова починає проникати до передмістя. 8 листопада 1962 року затверджено закон, за яким в країні було проведено мовний кордон, Брюссель став своєрідним двомовним анклавом в межах нідерландомовного Брабанту. 2 серпня 1962 року було затверджено закон, що встановлював повну рівність двох мовних груп населення у мовному питанні в роботі місцевих служб у новоствореному Брюссельському двомовному регіоні. З 1963 року вивчання другої мови французької або нідерландської стало обов'язковим з 3 класу школи.
У 1985 — 86 роках тільки 10,7 % учнів були прийняті до нідерландськомовної початкової школи, в той час як до франкомовної школи — 89,3 %.
Загострення проблеми призвело до утворення 1995 року в Бельгії трьох автономних регіонів — Фламандського з нідерландською мовою в ролі офіційної, Валлонського з французькою мовою і двомовного Брюссельського столичного регіону. У Брюсселі 85 % населення франкомовні, кількість нідерландомовного населення більше не падає.
Погіршують становище нідерландської мови експатріанти, які здебільшого переходять на французьку мову спілкування.

## Сучасний стан

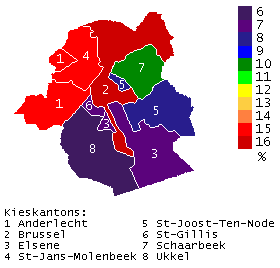
Оціночні дані щодо використання нідерландської мови населенням у різних виборчих округах Брюссельського столичного регіону, здобуті опосередковано, виходячи з заповнення виборцями виборчих бюлетенів на федеральних виборах 10 червня 2007 року.

Оціночні дані щодо використання мов у Брюссельському столичному регіоні у 2006 році.
Тільки французька
Французька і нідерландська
Французька і інша мова, але не нідерландська
Тільки нідерландська
Ані французька, ані нідерландська.

### Розповсюдження мов
З 1947 року за законом під час перепису населення у опитувальні листи вносити мовні питання заборонено, тому точних даних щодо кількості франкомовного і нідерландомовного населення у Брюсселі немає. Про стан нідерландської мови опосередковано інколи роблять висновок на основі даних про те, на якій мові ведуться документи у системі охорони здоров'я або якою мовою населення робить заяви на отримання автомобільних номерів. За цими даними у 2010 році 7,61 % населення у медичних установах користувалося нідерландською мовою.
За деякими даними, кількість нідерландомовного населення у Брюсселі може сягати 20 %. За іншими даними, отриманими опитуванням 2500 брюссельців, 2006 року 7 % населення Брюсселя вдома користувалися нідерландською мовою, 56,8 — французькою, 8,6 % — нідерландською і французькою, 11,3 — французькою й іншою, 16,3 % — іншою.

### Використання мов у сфері реклами
Не зважаючи на те, що наприкінці 1960-х років законодавство зрівняло нідерландську і французьку мови, французька мова і надалі залишалася домінуючою. У 1976 році С. М. Тюлп (Tulp S. M.) дослідила рекламні білборди з метою показати як використання мов на них сприяє поступовій франкізації міста. Було досліджено білборди площею 10 м² і більше у Брюсселі і його околицях. Було досліджено 2000 штук. Французька домінувала, 2/3 всіх білбордів були виготовлені з використанням лише французької мови, інші — нідерландомовні, 10 % — двомовні. Були на інших мовах і без написів, але мало. Причому спостерігалася тенденція — на півночі, де фламандців більше, більше нідерландськомовних білбордів. Французька домінувала на півдні і, навіть, на фламандській території поза межами міської агломерації, що відокремлює Брюссель від Валлонії. За висновком дослідниці, у просторі реклами немає двомовності і домінує французька. Це спричинює дальшу франкізацію, бо створює враження, що Брюссель — франкомовне місто. Реального білінгвізму у сфері реклами немає.
Схожий експеримент було проведено 1992 року (результати опубліковано 1996 року). Було досліджено 700 білбордів на 12,3-кілометровому маршруті від південного сходу до північного заходу Брюсселя, найбільші маршрути, станції і футбольний стадіон. Розмір приблизно 9 м², найменший — 2 м² і вивіски на магазинах. 56,5 % — франкомовні, 24,2 % — нідерландомовні, 9,7 % — англомовні, 7,1 % — без надписів, 2,5 % — двомовні, причому лише 1,3 % всіх білбордів були франко-нідерландські. На півночі більше нідерландомовних. На станціях використання мов одночасне, однак написи нідерландською переважно знизу. На півдні переважають одномовні французькі, на півночі — двомовні. Білборди з французькою нагорі. В центрі Брюсселя вивіски на магазинах — переважно англомовні і франкомовні, нідерландомовних мало.